# Natriumklorid

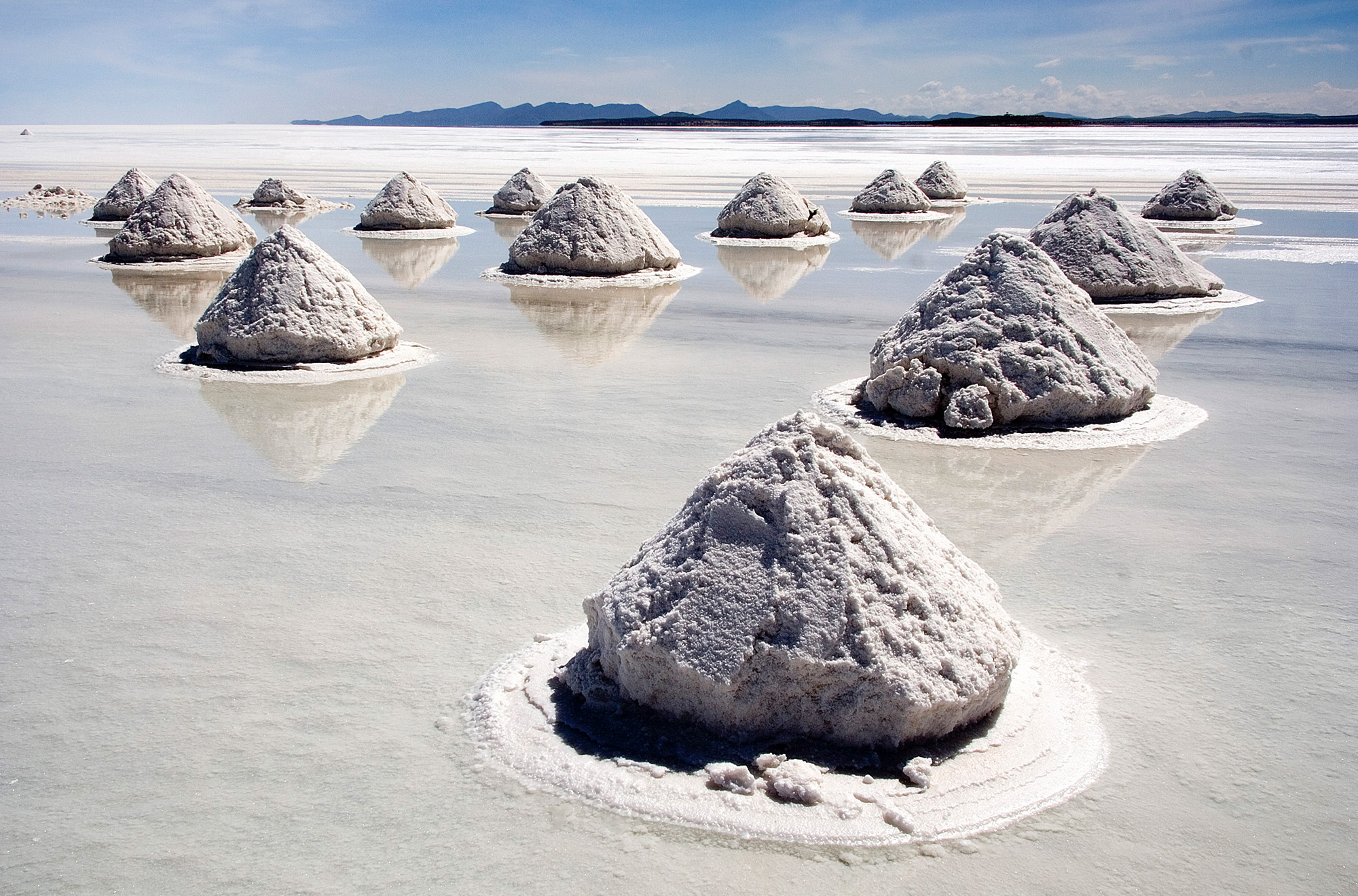
Saltutvinning i Salar de Uyuni i Bolivia

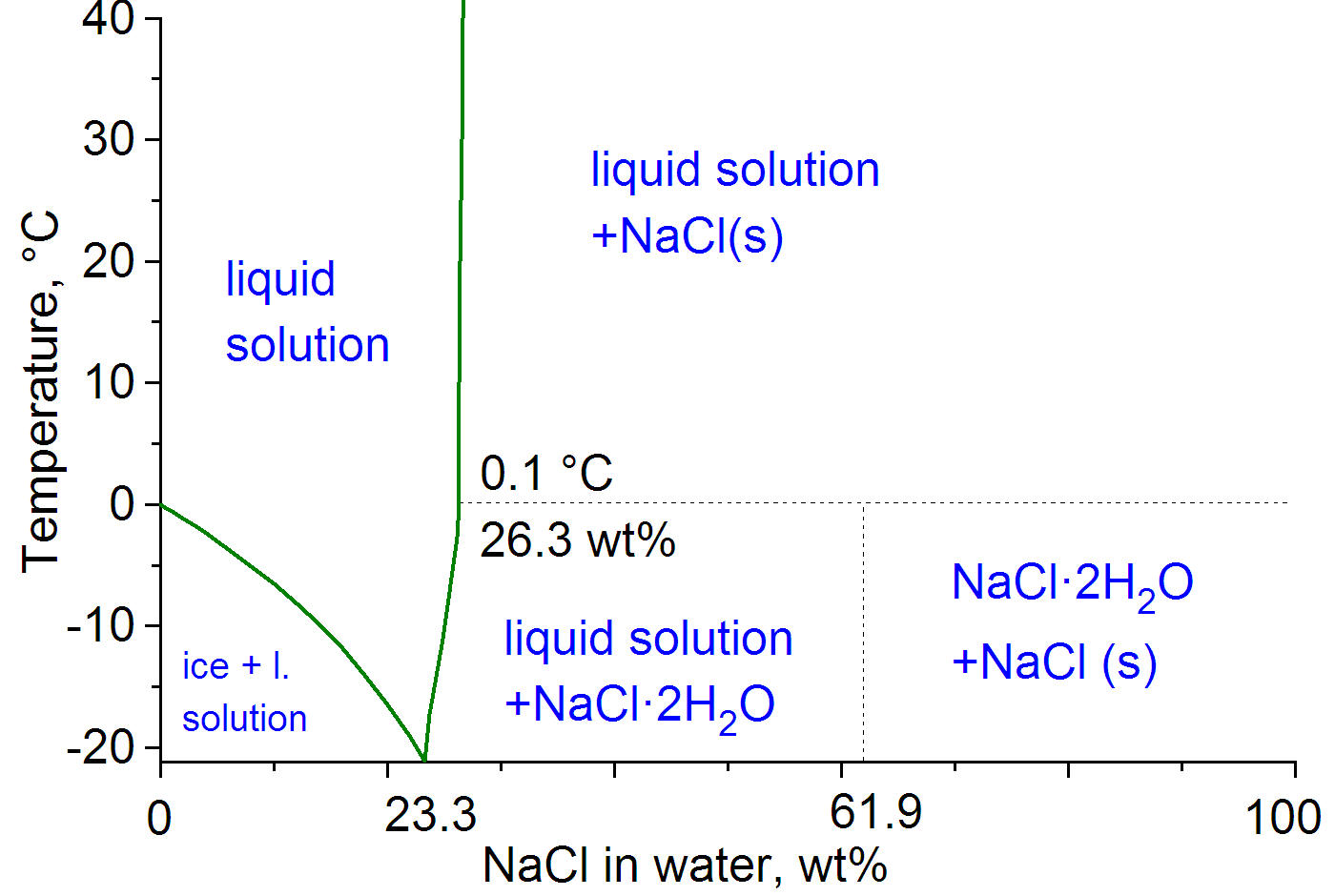
Fasdiagram för natriumklorid och vatten

Natriumklorid, koksalt eller (vardagligt) enbart salt är ett kemiskt salt med formeln NaCl.
Natriumklorid är det vanligaste saltet att använda vid matlagning, där saltet bidrar till sälta. Det förekommer vidare rikligt i naturen; natriumklorid utvinns ur saltgruvor eller genom evaporering (avdunstning) av havsvatten.
Natrium och klor reagerar lätt med varandra eftersom natrium har en och klor har sju valenselektroner och de båda, enligt oktettregeln, vill få hela sina yttre skal fyllda. Natriumatomer avger då sina yttersta elektroner, vilken sedan upptas av kloratomer. Dessa atomer bildar då joner (envärt positiva respektive envärt negativa), vilka av den elektrostatiska attraktionen dem emellan bildar en jonförening, en saltkristall.
Natriumklorid som används i matlagningen är i Sverige oftast berikat med bland annat saltet kaliumjodid (KI), för att utgöra en extra jodkälla. Brist på jod kan leda till sjukdomstillståndet struma. Det får även innehålla ferrocyanider som klumpförebyggande medel.
Skrymdensiteten för vanligt bordssalt är runt 1 300 kg/m³, det vill säga ungefär 1,3 g/cm³ (g/ml). Kompaktdensiteten (det vill säga utan att luftvolymen mellan kornen räknas med i den totala volymen) är 2,165 g/cm³. Natriumkloridens löslighet vid 20 °C är 35,9 g per 100 g vatten. Det motsvarar en salthalt av 26,43 % och då är lösningens densitet 1,199 g/cm³. Lösligheten ökar bara lite vid ökad temperatur. 

## Olika typer av salt och deras framställning
Vanligt koksalt som också kallas vakuumsalt är det salt som är absolut vanligast i matlagning och livsmedelsindustrin. Vakuumsalt tas upp från saltfyndigheter långt ner i marken. Rent vatten pumpas ner i dessa saltkällor som löser upp saltet och en saltlake transporteras upp. Från saltlaken tar man ut saltet som sedan renas. Efter reningsprocessen kokas vattnet bort i ett antal vakuumpannor för att slutligen bli helt rent och torrt salt. Det är denna typ av salt som används i fysiologisk saltlösning inom bland annat sjukvården och kallas då infusionssalt. 
Havssalt utvinns genom att man låter vatten från saltrika hav dunsta av och det kvarlämnade saltet samlas in. Havssalt används främst till matlagning där det blivit mode då det sägs ge en fylligare smak. Huruvida detta är sant tvistar man om. Havssalt innehåller varierande mängd natriumklorid (NaCl) och andra mineralsalter, beroende på reningsgrad. FDA rekommenderar 97,5 procent natriumklorid. 
Stensalt, bergsalt, eller halit, som det också kallas bryts i saltgruvor. Det är betydligt svårare att få detta salt helt rent vilket gör att den största användningen av stensalt i Sverige är som vägsalt för att smälta snö och is på vägar.

## Användning
Koksalt har historiskt sett används som ett sätt att lagra mat, då kylskåp och frys inte existerade. Genom osmos dras vatten ut ur cellerna och torkar ut dem, vilket gör att bakterierna som är i behov av vatten får svårt att påverka råvaran negativt.      
En mättad vattenlösning av natriumklorid kan användas för kalibrering av hygrometrar.    